# Breckland Beira
De Breckland Beira is het eerste model van de Britse automobielconstructeur Breckland. De Beira is grotendeels gebaseerd op de Opel GT. De verkoop van het model start in november 2008.

## Motor
De motor is een Amerikaanse zesliter V8 die 400 pk levert. Deze wordt bestuurd door een manuele zesbak en kan ook op lpg draaien. De spurt naar 100 km/h zou in ongeveer vijf seconden gebeuren.